# Spirobolus flavocinctus
Spirobolus flavocinctus är en mångfotingart som beskrevs av Karsch 1881. Spirobolus flavocinctus ingår i släktet Spirobolus och familjen Spirobolidae. Inga underarter finns listade i Catalogue of Life.